# San Fabian
San Fabian é um município de  primeira classe de renda municipal (d) na província Pangasinan, nas Filipinas. De acordo com o censo de 1 de maio  de  2020 possui uma população de 87 428 pessoas e 22 669 domicílios.